# Heinrich Ritter von Hennersdorf
Heinrich Ritter, seit dem Jahr 1616 auch Heinrich Ritter von Hennersdorf (* 10. September 1581; † 1. November 1627), war Görlitzer Bürgermeister im Jahr 1619. Auf sein erheiratetes Gut Hennersdorf geht der Namenszusatz seiner bereits zuvor adligen Familie Ritter von Hennersdorf (zunächst nur Ritter) zurück.

## Leben
Heinrich war ein Sohn des Görlitzer Bürgermeisters Valentin Ritter. Er hatte eine Schwester Elisabeth (⚭ Hans Emmerich) und einen Bruder, der wie Sein Vater Valentin hieß. Sein Urgroßvater war Peter Ritter, ein Onkel des reichen Großhändlers Hans Frenzel.
Vor seinem Werdegang im Görlitzer Rat begab er sich in den Jahren 1601 bzw. 1603 in die Universitätsstädte Frankfurt (Oder) und Jena. Anschließend reiste er durch Niedersachsen und im Jahr 1604 zurück nach Görlitz. Im gleichen Jahr reiste er allerdings gleich auf einer „eine[r] grosse[n] Reise nach Italien“. Über die Schweiz kehrte er wiederum nach Görlitz zurück.
Er heiratete im am 17. Oktober 1608 des bereits verstorbenen Bürgermeisters Sebastian Hoffmanns Tochter Anna († 5. Januar 1626) und erbte mangels männlicher Nachkommen Hoffmanns das Gut Hennersdorf einschließlich des Schlosses Hennersdorf. Im Jahr 1614 gelangte Ritter in den Görlitzer Rat.
Der römisch-deutsche Kaiser Matthias besserte im Jahr 1616 das Wappen Heinrichs Familie Ritter, die sich daraufhin nach seinem erheirateten Gut Ritter von Hennersdorf schrieben.
In zweiter Ehe hatte Ritter Helene Kober zur Frau. Er starb ein Jahr nach seiner ersten Ehefrau im Jahr 1627 im Alter von 46 Jahre und hinterließ drei Töchter und drei Söhne aus erster Ehe.